# Zehn deutsche Festspielorte
Zehn deutsche Festspielorte ist ein Verbund von deutschen Freilichttheatern.

## Geschichte
1969 zunächst als Arbeitsgemeinschaft von sechs Theatern gegründet, lautet der offizielle Name seit dem Jahr 2000 „Zehn deutsche Festspielorte“.
Die zehn Theater setzten es sich zum Ziel, anspruchsvolle Inszenierungen unter freiem Himmel zu bieten, bei denen das Ambiente des Ortes – Burgruine, Kloster, Kirche, Höhle – selbst Teil der Inszenierung wird.
Inzwischen veranstalten die Mitglieder des Verbundes mehr als 1100 Aufführungen pro Spielzeit.

## Mitglieder
- Gandersheimer Domfestspiele, Bad Gandersheim
- Bad Hersfelder Festspiele, Bad Hersfeld
- Burgfestspiele Bad Vilbel, Bad Vilbel
- Schlossfestspiele Ettlingen, Ettlingen
- Kreuzgangspiele, Feuchtwangen
- Burgfestspiele Jagsthausen, Jagsthausen
- Burgfestspiele Mayen, Mayen
- Felsenbühne Rathen, Rathen
- Freilichtspiele Schwäbisch Hall, Schwäbisch Hall
- Luisenburg-Festspiele, Wunsiedel